# Paul Deneau Trophy
Die Paul Deneau Trophy wurde jährlich an den fairsten Spieler der nordamerikanischen World Hockey Association verliehen. Benannt ist die Trophäe nach Paul Deneau, dem Gründer der Dayton Aeros, die später als Houston Aeros in der WHA spielten.

## Preisträger
| Jahr | Spieler           | Team                      |
| ---- | ----------------- | ------------------------- |
| 1979 | Kent Nilsson      | Winnipeg Jets             |
| 1978 | Dave Keon         | New England Whalers       |
| 1977 | Dave Keon         | New England Whalers       |
| 1976 | Václav Nedomanský | Toronto Toros             |
| 1975 | Mike Rogers       | Edmonton Oilers           |
| 1974 | Ralph Backstrom   | Chicago Cougars           |
| 1973 | Ted Hampson       | Minnesota Fighting Saints |